# Маффи, Пьетро
Пьетро Маффи (итал. Pietro Maffi; 12 октября 1858, Кортеолона, Ломбардо-Венецианское королевство — 17 марта 1931, Пиза, Королевство Италия) — итальянский кардинал. Титулярный епископ Чезареи-ди-Мауретании и вспомогательный епископ Равенны с 9 июня 1902 по 22 июня 1903. Архиепископ Пизы с 22 июня 1903 по 17 марта 1931. Директор и администратор Ватиканской обсерватории с 30 ноября 1904 по 17 марта 1931. Кардинал-священник с 15 апреля 1907, с титулом церкви Сан-Кризогоно с 18 апреля 1907. 